# 33832 Johnplane
33832 Johnplane è un asteroide della fascia principale interna. Scoperto nel 2000, presenta un'orbita caratterizzata da un semiasse maggiore pari a 2,199426 UA e da un'eccentricità di 0,192943, inclinata di 3,228619° rispetto all'eclittica. Ha un diametro di 1,557 km e un'albedo di 0,349.
E' intitolato all'astrochimico John Plane.